# Roger Daniëls
Roger Daniels (Sint-Truiden, 21 november 1924 – Hasselt, 2 mei 2015) was een Belgisch kunstschilder en glazenier.
In Sint-Truiden bezocht hij de Tekenschool en vervolgens studeerde hij aan het Hoger Sint-Lucas Instituut te Schaarbeek.
Na W.O. II waren er vele opdrachten tot herstel van vernielde glasramen in kerken waardoor het atelier van Daniels vele opdrachten kreeg. Meerdere bekende kunstenaars hebben dan ook in in Daniels' atelier meegewerkt zoals o.m. Amand Van Rompaey en Hugo Duchateau.
Hij verkreeg in 1948 een opdracht voor glas-in-loodramen in de Onze-Lieve-Vrouwekerk te Sint-Truiden, en daarna volgden nog ongeveer 400 opdrachten voor kerken en monumentale gebouwen. De Raadszaal van het oud Provinciehuis te Hasselt en het Iers College in Leuven hebben ook glasramen van de hand van Daniels. 
Als kunstschilder schilderde hij stillevens, landschappen en dergelijke. Hij gaf onderwijs in glasschilderen aan de Provinciale School voor Ambachtelijke Kunsten en Bouwkundig tekenen te Hasselt, en tekenlessen aan het Onze-Lieve-Vrouwecollege te Tongeren.
Ook was hij de oprichter van het kunstonderwijs in Genk (tegenwoordig: Academie voor Beeldende Kunst en Media) en werd hij eredirecteur van deze school.